# 滇越金线兰
滇越金线兰（学名：Anoectochilus chapaensis）为兰科开唇兰属下的一个种。

## 扩展阅读
- 維基物種上的相關：滇越金线兰